# Super Robot Wars MX
Super Robot Wars MX (スーパーロボット大戦MX?, Sūpā Robotto Taisen Emu Ekkusu) è un videogioco per PlayStation 2, parte della serie di titoli Super Robot Wars della Banpresto, una divisione della Bandai, Il videogioco è stato pubblicato il 27 maggio 2004 ed è stato in seguito convertito per PlayStation Portable il 19 dicembre 2005 con il titolo Super Robot Wars MX Portable.

## Modalità di gioco
Super Robot Wars MX è uno dei pochi titoli del franchise in cui il giocatore non ha la possibilità di scegliere quale personaggio originale della Banpresto controllare. Infatti in questo videogioco, entrambi i personaggi originali, Hugo Medio ed Aqua Centolm, condividono la stessa macchina, benché esista sempre la possibilità di scegliere quale mecha scegliere fra il super robot Garmraid o il robot realistico Cerberus.
Un'altra differenza notevole rispetto agli altri titoli è che la storia principale del videogioco non ruota intorno a nessuna delle serie di Gundam. Ad eccezione di G Gundam, a cui il finale è leggermente collegato, gli altri personaggi e mecha di Gundam sono presenti soltanto come supporto degli altri personaggi. Gli altri due videogiochi della serie ad avere questa caratteristica sono Super Robot Wars W per Nintendo DS e Super Robot Wars NEO per Wii.

## Serie presenti nel gioco
- Serie originali create dalla Banpresto
- Brave Raideen
- Gear Fighter Dendoh
- Getter Robot Series
  - Getter Robot (Getter Queen appare come mecha di Michiru Saotome)
  - Getter Robot G
- Hades Project Zeorymer (debutto)
- Machine Robo: Revenge of Cronos
- Mobile Battleship Nadesico
  - Mobile Battleship Nadesico the Movie - Il principe delle tenebre
- Mazinga Series
  - Mazinga Z
  - Great Mazinga
  - UFO Robot Grendizer
  - Mazinga Movie Series
- Metal Armor Dragonar
- Mobile Suit Gundam Series
  - Mobile Suit Z Gundam
  - Mobile Suit ZZ Gundam
  - Mobile Suit Gundam: Char's Counterattack
  - Mobile Fighter G Gundam
- Neon Genesis Evangelion
  - Neon Genesis Evangelion: The End of Evangelion
- RahXephon (debutto)
- General Daimos